# Lebiàjie
Lebiàjie (en rus: Лебяжье) és un poble de l'óblast d'Astracan, a Rússia, segons el cens del 2010 tenia 732 habitants.